# Маркевич Іван Вікентійович
Іван Вікентійович Маркевич (нар. 12 серпня 1943) — радянський футболіст, захисник.

## Життєпис
Футбольну кар'єру розпочав у 1961 році в складі аматорського клубу «Спартак» (Рівне). Далі грав за клуб «Колгоспник» (нині «Верес») з Рівного. У 1963 році захисник перейшов у київське «Динамо». Маркевич зіграв тільки в одному матчі у чемпіонаті СРСР. Дебютував 13 липня на виїзді проти московського «Торпедо» і відзначився видаленням на 60-й хвилині матчу. Зустріч завершилася розгромною поразкою «Динамо» з рахунком 1:7. Також Іван зіграв 6 матчів за дублюючий склад цього клубу та 1 поєдинок у кубку СРСР. Потім повернувся до Рівного, де знову виступав за «Колгоспник».
Проживав у Рівному на Парковій вулиці.